# Semilineare Abbildung
Als semilineare Abbildung bezeichnet man in der linearen Algebra eine Abbildung eines Vektorraums über einem Körper {\displaystyle K} auf einen anderen Vektorraum über demselben Körper, die linear bis auf einen Körperautomorphismus {\displaystyle \alpha }, also in diesem Sinne „fast“ eine lineare Abbildung ist. In der Geometrie werden im gleichen Sinn auch allgemeiner semilineare Abbildungen zwischen Linksvektorräumen über evtl. auch verschiedenen Schiefkörpern definiert als Abbildungen, die linear bis auf einen Schiefkörpermonomorphismus sind.
Jede lineare Abbildung ist semilinear. Genau dann ist jede semilineare Abbildung über einem {\displaystyle K}-Vektorraum (bzw. {\displaystyle K}-Linksvektorraum) sogar linear, wenn der Körper (bzw. Schiefkörper) als einzigen Automorphismus die Identität zulässt. Diese Eigenschaft haben zum Beispiel alle Primkörper, der Körper {\displaystyle \mathbb {R} } der reellen Zahlen und alle euklidischen, insbesondere die reell abgeschlossenen Körper. Eine semilineare Funktion (auch Semilinearform) ist eine semilineare Abbildung eines {\displaystyle K}-(Links-)Vektorraumes in den (Schief-)Körper {\displaystyle K} selbst als eindimensionaler {\displaystyle K}-Vektorraum.
Bei Wahl fester Basen der Vektorräume kann jede semilineare Abbildung eindeutig als Hintereinanderausführung einer linearen Abbildung, d. h. einer Matrix, und der Anwendung des jeweiligen (Schief-)Körperautomorphismus auf jede Koordinate dargestellt werden.
Die für Anwendungen außerhalb der Geometrie im engeren Sinn, etwa für Sesquilinearformen, wichtigsten Fälle sind die semilinearen Abbildungen zwischen komplexen Räumen, also zwischen {\displaystyle \mathbb {C} }-Vektorräumen, bezüglich der komplexen Konjugation. Für diese Fälle wird der im vorliegenden Artikel beschriebene Begriff auch als antilineare Abbildung oder konjugiert lineare Abbildung bezeichnet, im projektiven Fall heißt eine bijektive, semilineare Selbstabbildung dann auch Antiprojektivität, bei diesen Bezeichnungen muss die Abbildung jeweils semilinear, darf aber nicht linear sein, mit anderen Worten: Der zugehörige Körperautomorphismus darf nicht die identische Abbildung sein.
Jede semilineare Abbildung liefert in der synthetischen Geometrie eine Darstellung des homogenen Anteils einer geradentreuen Abbildung einer mindestens zweidimensionalen desarguesschen affinen Geometrie mit mehr als zwei Punkten auf jeder Geraden auf eine andere affine Geometrie bzw. eine Matrixdarstellung einer mindestens zweidimensionalen, desarguesschen projektiven Geometrie auf eine andere projektive Geometrie in Bezug auf je ein in Werte- und Zielraum fest vorgegebenes Koordinatensystem. Hier kann der Morphismus {\displaystyle \alpha } aus der Definition und der Darstellung auch ein Schiefkörpermonomorphismus, also ein injektiver Ringhomomorphismus zwischen Schiefkörpern sein. Der Bildraum kann dann auch ein {\displaystyle L}-Linksvektorraum über einem „größeren“ Schiefkörper {\displaystyle L} und der Werteraum über einem Körper {\displaystyle K} sein, der zu einem Teilkörper {\displaystyle \alpha (K)<L} isomorph ist.
Bijektive, semilineare Selbstabbildungen eines mindestens zweidimensionalen, desarguesschen affinen oder projektiven Raumes sind in diesem Sinne genau die Matrix-Darstellungen für die Kollineationen dieses Raumes, ggf. zusammen mit einem Schiefkörperautomorphismus.

## Definition
Eine Abbildung {\displaystyle f\colon V\longrightarrow W} eines {\displaystyle K}-(Links-)Vektorraumes {\displaystyle V} über dem Körper (bzw. Schiefkörper) {\displaystyle K} auf einen {\displaystyle K}-Linksvektorraum {\displaystyle W} heißt semilineare Abbildung, falls ein (Schief-)Körperautomorphismus {\displaystyle \alpha \in \mathrm {Aut} (K)} existiert, mit dem sie den beiden folgenden Bedingungen genügt. Für alle {\displaystyle x,y\in V} und alle {\displaystyle \lambda \in K} gilt:
1. Additivität: {\displaystyle f(x+y)=f(x)+f(y)}, mit anderen Worten: {\displaystyle f} ist ein Gruppenhomomorphismus der abelschen Gruppe {\displaystyle (V,+)}.
2. {\displaystyle f(\lambda \cdot x)=\alpha (\lambda )\cdot f(x).}

## Darstellung
Es sei {\displaystyle K} ein Schiefkörper und {\displaystyle V}, {\displaystyle W} seien {\displaystyle n}- bzw. {\displaystyle m}-dimensionale Linksvektorräume über {\displaystyle K}. Sei {\displaystyle f\colon V\rightarrow W} eine semilineare Abbildung. Dann existieren für eine beliebige Vektorraumbasis {\displaystyle B_{V}=(v_{1},v_{2},\ldots v_{n})} von {\displaystyle V} und eine beliebige Vektorraumbasis {\displaystyle B_{W}=(w_{1},w_{2},\ldots w_{m})} von {\displaystyle W} eindeutige {\displaystyle n\times m}-Matrizen {\displaystyle A,B} und ein Schiefkörperautomorphismus {\displaystyle \alpha }, so dass für einen beliebigen Koordinatenvektor {\displaystyle {\overrightarrow {v}}\in V} in der Koordinatendarstellung bezüglich der Basis {\displaystyle B_{V}}
{\displaystyle {\overrightarrow {w}}=\alpha \left(A\cdot {\overrightarrow {v}}\right)} gilt bzw. {\displaystyle {\overrightarrow {w}}=B\cdot \alpha ({\overrightarrow {v}}),}
wenn der Bildvektor {\displaystyle {\overrightarrow {w}}=f({\overrightarrow {v}})\in W} als Koordinatenvektor bezüglich der Basis {\displaystyle B_{W}} dargestellt wird.
Die Matrizen {\displaystyle A}, {\displaystyle B} sind durch die Basen und die genannte Beziehung zu {\displaystyle f} jeweils eindeutig bestimmt, aber im Allgemeinen voneinander verschieden. Als Automorphismus {\displaystyle \alpha }  kann in beiden Darstellungen der gleiche, unabhängig von den gewählten Basen verwendet werden. Eindeutig bestimmt ist er durch die Beziehung zu {\displaystyle f}, sofern für das Bild der semilinearen Abbildung {\displaystyle f(V)\neq \{0\}} gilt. Vergleiche hierzu auch Kollineation.

## Beispiele und Gegenbeispiele
- Es seien {\displaystyle V,W} Vektorräume über den komplexen Zahlen. Eine Abbildung

{\displaystyle S\colon \;V\times W\to \mathbb {C} ,\quad (v,w)\mapsto S(v,w)=\langle v,w\rangle }
ist genau dann eine Sesquilinearform, wenn die Abbildungen {\displaystyle w\mapsto S(v,w)} für jeden festen Vektor {\displaystyle v\in V} linear und die Abbildung {\displaystyle v\mapsto S(v,w)} für jeden festen Vektor {\displaystyle w\in V} semilinear mit der Konjugation als Körperautomorphismus ist.
- Es sei {\displaystyle K=\mathbb {Q} ({\sqrt {2}})}. Der nichtidentische, involutorische Automorphismus

{\displaystyle \alpha \colon a+{\sqrt {2}}b\mapsto a-{\sqrt {2}}b;\;a,b\in \mathbb {Q} }
induziert zusammen mit einer beliebigen {\displaystyle n\times n}-Matrix {\displaystyle A} eine semilineare Abbildung
{\displaystyle f({\overrightarrow {v}})=A\cdot \alpha ({\overrightarrow {v}})}
des {\displaystyle K}-Vektorraums {\displaystyle K^{n}} bezüglich seiner Standardbasis. Ist {\displaystyle A} regulär, stellt diese Abbildung geometrisch eine Kollineation des affinen Raums über {\displaystyle K^{n}} dar.
- Eine Kollineation einer projektiven Translationsebene der Lenz-Klasse IV ist nicht durch eine semilineare Abbildung darstellbar, weil die Ebene nicht durch einen Schiefkörper koordinatisierbar ist.
- Ein antiunitärer Operator ist eine semilineare Abbildung auf einem komplexen Hilbertraum bezüglich der komplexen Konjugation, die sich durch Hintereinanderausführung eines unitären Operators und der koordinatenweisen komplexen Konjugation ergibt. Alternativ lassen sich antiunitäre Operatoren als semilineare, surjektive Isometrien charakterisieren. Sie spielen in der mathematischen Beschreibung der Quantenmechanik als Symmetrien eine – wenn auch gegenüber unitären Operatoren weniger wichtige – Rolle (siehe auch Satz von Wigner).[4] Die Zeitumkehr ist ein Beispiel für eine solche Symmetrie.

## Die Gruppe der semilinearen Abbildungen

### Allgemeine semilineare Gruppe
Die Gruppe der invertierbaren semilinearen Abbildungen eines {\displaystyle K}-Vektorraums {\displaystyle V} wird als Allgemeine semilineare Gruppe {\displaystyle \Gamma L(V)} bezeichnet. Sie lässt sich als semidirektes Produkt
{\displaystyle \Gamma L(V)=GL(V)\rtimes \operatorname {Gal} (K/k)}
der allgemeinen linearen Gruppe {\displaystyle GL(V)} mit der Galois-Gruppe von {\displaystyle K} als Körpererweiterung eines Primkörpers {\displaystyle k\subset K} zerlegen. (Der zweite Faktor sind gerade die Körperautomorphismen von {\displaystyle K}, weil jeder Körperautomorphismus den Primkörper festlassen muss.)

### Projektive semilineare Gruppe
Die Projektive semilineare Gruppe eines {\displaystyle K}-Vektorraums {\displaystyle V} ist das semidirekte Produkt
{\displaystyle P\Gamma L(V)=PGL(V)\rtimes \operatorname {Gal} (K/k)},
der projektiven linearen Gruppe {\displaystyle PGL(V)} mit der Gruppe der Körperautomorphismen. Sie wirkt auf dem projektiven Raum {\displaystyle P(V)}.

## Verallgemeinerung
Ist allgemeiner {\displaystyle R} ein Ring und {\displaystyle \sigma \colon R\to R} ein Endomorphismus, so heißt eine additive Abbildung {\displaystyle f\colon V\to W} {\displaystyle \sigma }-semilinear, wenn
{\displaystyle f(\lambda v)=\sigma (\lambda )\cdot f(v)}
für alle {\displaystyle \lambda \in R} und {\displaystyle v\in V} gilt.